# 美洲反嘴鹬
美洲反嘴鹬（学名：Recurvirostra americana）为鸻形目長腳鷸科下的一个迁徙鸟种, 分布于北美洲
。